# Nikolaï Asseïev
Nikolaï Nikolaïevitch Asseïev (en russe : Николай Николаевич Асеев), né le 10 juillet 1889 à Lgov et mort le 16 juillet 1963  à Moscou, est un romancier et poète russe.

## Biographie
Après avoir terminé l'école secondaire, Asseïev entre à l'Institut commercial de Moscou, mais suit en même temps les conférences de la Faculté des Lettres. Ses premiers vers paraissent en 1913.
Il est appelé sous les drapeaux dès le début de la Première Guerre mondiale. Pendant la guerre civile russe qui suivit la Révolution d'Octobre, il travailla dans un journal bolchevique à Vladivostok.
Ayant déménagé à Moscou après 1922, il se consacra entièrement à la littérature et, dès 1933, devint l'un des organisateurs du journal LEF. En 1924, il signe le scénario des Aventures extraordinaires de Mr West au pays des bolcheviks de Lev Koulechov. Pendant la Seconde Guerre mondiale, il écrivit beaucoup et traduisit des poètes des républiques alliées de l'Union soviétique.
Mort à Moscou Nikolaï Asseïev est enterré au cimetière de Novodevitchi.